# La Patilla
La Patilla es un sitio web de noticias que fue fundada en 2010 por Alberto Federico Ravell cofundador y ex director general de Globovisión y Venezolana de Televisión. El sitio web tiene su base en Venezuela. Es uno de los 800 sitios web más visitados del mundo y uno de los más visitados en el país. También es uno de los principales portales de noticias de Venezuela, por delante de medios como El Universal, El Nacional y Globovisión. La Patilla tiene cientos de miles de visitantes de lectura diaria. Se le ha descrito como un medio opositor y con una postura antigobierno.

## Historia
La Patilla fue creado por el cofundador y ex director general de Globovisión, Alberto Federico Ravell. En 2010, los accionistas mayoritarios de la estación de televisión pidieron la renuncia de los directores de Globovisión que incluían Ravell. El 11 de junio de 2010, Ravell creó el sitio web de noticias La Patilla.

## Recepción

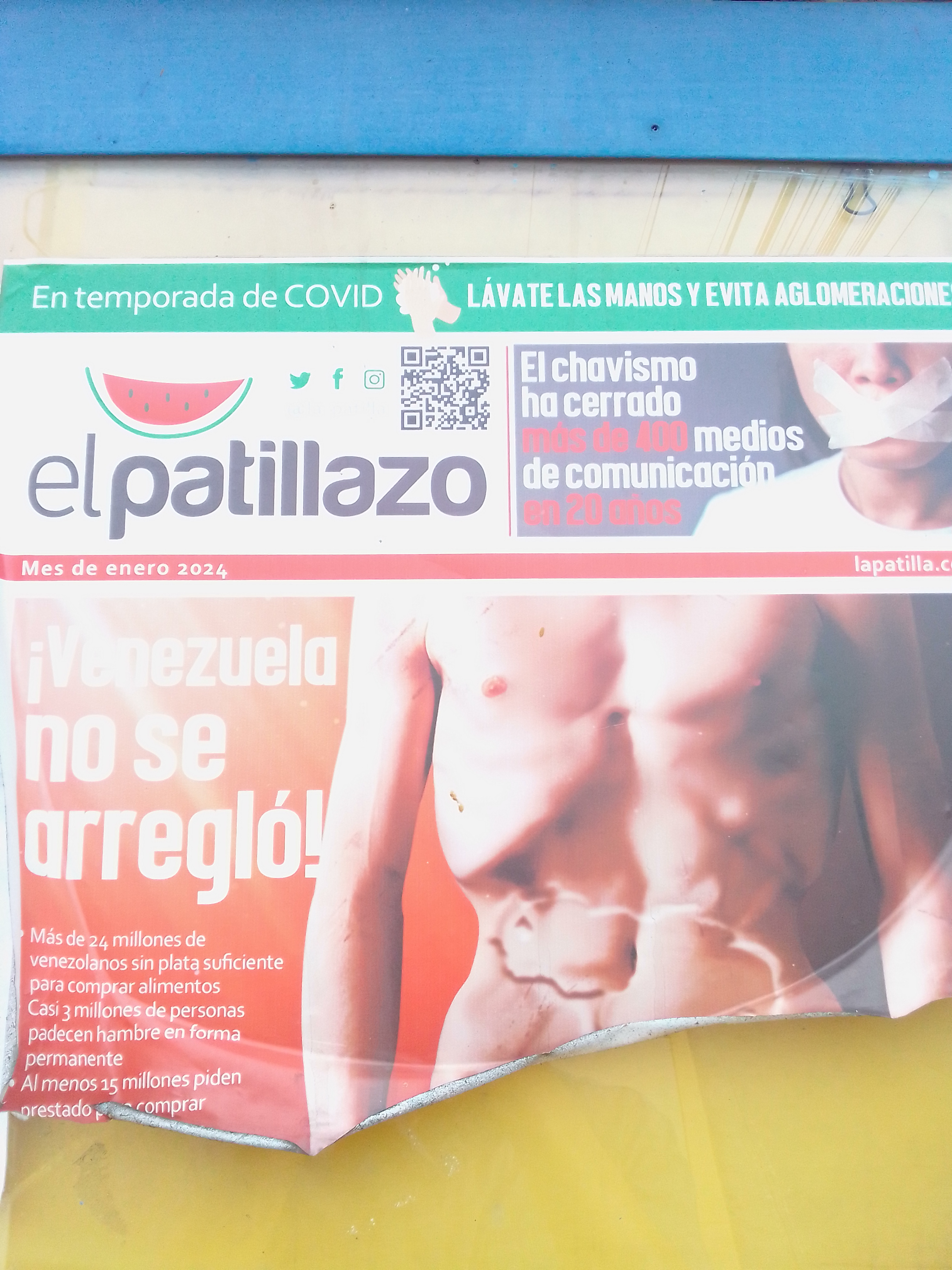
Cartel de El Patillazo en una parada de bus

En 2015, La Patilla fue uno de los sitios web más populares en Venezuela, más popular que Twitter y cualquier otro sitio web de noticias. Los únicos sitios web que fueron más populares en Venezuela eran YouTube, Amazon, Google y Facebook. De acuerdo a las organizaciones de protección de los medios de comunicación, los venezolanos “se han visto obligados a buscar alternativas como los periódicos y las emisoras para luchar contra los esfuerzos del Estado por controlar la cobertura”, con una tendencia creciente de venezolanos usando los medios de comunicación en línea para eludir la censura del gobierno. En un artículo de The Wall Street Journal sobre la creciente popularidad de los sitios web de noticias de Venezuela, el fundador de La Patilla Alberto Federico Ravell dijo que, “La línea editorial de La Patilla es llamar a las cosas como son […] No necesitamos papel. No necesitamos una licencia de radiodifusión. Hay poco que pueden hacer para presionarnos”.